# Vaniljsocker

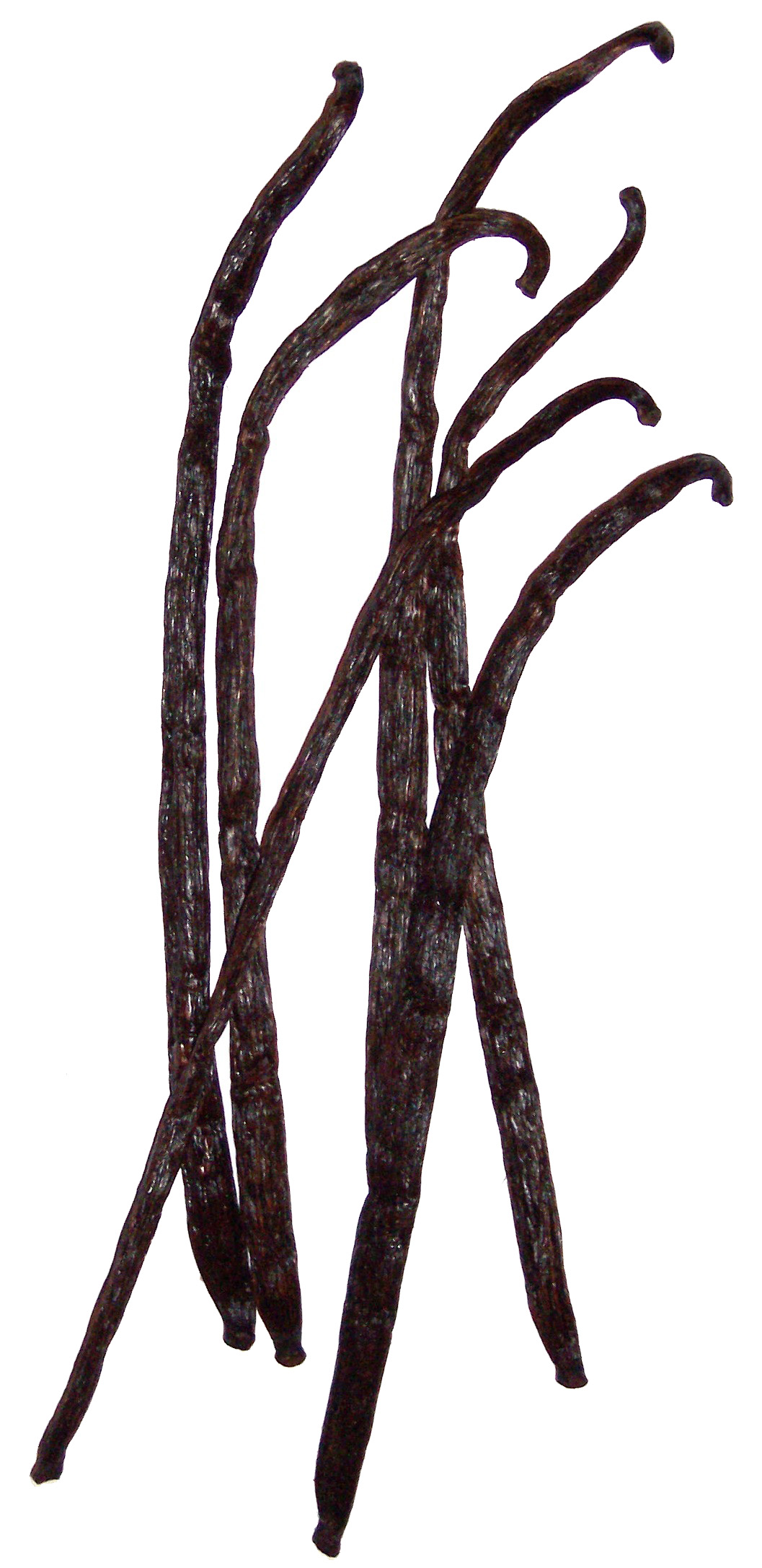
Vaniljsocker tillverkas av vaniljstång...

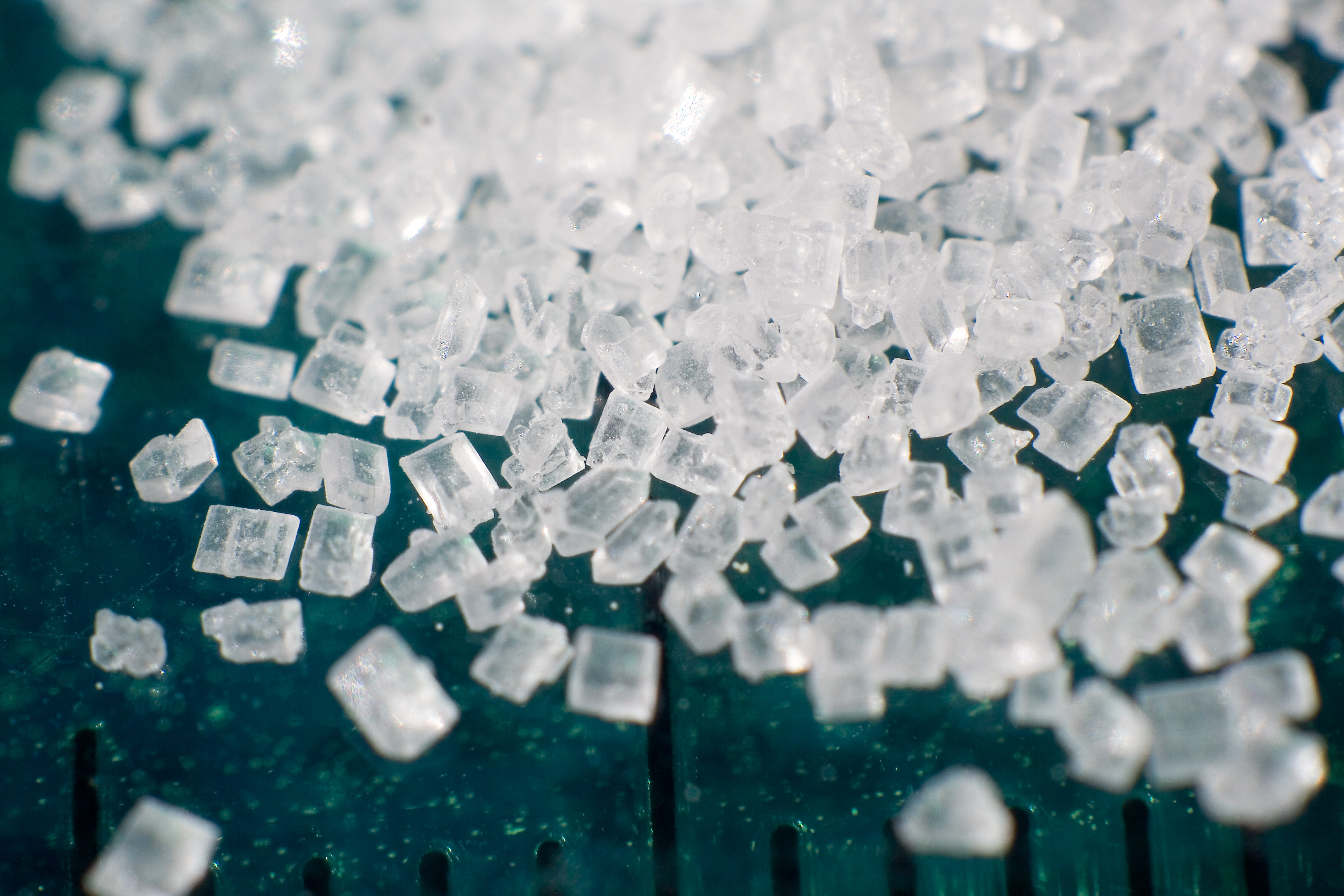
...och socker

Vaniljsocker (Tyska: Vanillezucker) är socker finfördelat till puder och smaksatt med vanilj. Det är en vanlig ingrediens i tyska, finska, svenska och österrikiska desserter. 
Det kan vara svårt eller kostsamt att få tag i vaniljsocker utanför Europa, men det går att tillverka själv. Antingen kombinerar man florsocker och bitar av vaniljstång och låter det dra ett par veckor, eller så mixar man vanligt strösocker och frön från vaniljstång. 
Vaniljsocker kan lätt förväxlas med vanillinsocker, ett billigare alternativ gjort av socker och det naturliga smak- och doftämnet vanillin.